# سرگو کیتیاشویلی
سرگو کیتیاشویلی (به گرجی: სერგო ქიტიაშვილი) (زاده ۲۸ سپتامبر ۱۹۷۵) پزشک و سیاستمدار گرجی است که از سال ۲۰۰۸ تا ۲۰۱۲ نماینده هفتمین دوره مجلس گرجستان بود.

## سوابق
کیتیاشویلی بین سال های ۱۹۹۷ تا ۱۹۹۹ مدیر بخش تبادل بین‌المللی دانشجویی انجمن دانشجویان علوم پزشکی گرجستان بود و پس از آن تا سال ۲۰۰۰ به عنوان رئیس انجمن خدمت کرد.از سال ۲۰۰۰ تا ۲۰۰۱ معاون فرماندار خاشوری بود.بین سال های ۲۰۰۱ تا ۲۰۰۳ ریاست اتحادیه پزشکان جوان گرجستان را عهده دار بود و از سال ۲۰۰۳ تا ۲۰۰۶ مدیر موسسه عدالت اجتماعی بود.وی در سال ۲۰۰۸ به عنوان نماینده دوره هفتم مجلس گرجستان انتخاب شد.